# Ralph Fitzherbert
Ralph Fitzherbert (mort le 2 mars 1483) était seigneur du manoir de Norbury, dans le Derbyshire. Son effigie dans son armure à l'église de Norbury est reproduite au Victoria et Albert Museum, en armure contemporaine.

## Biographie
Fitzherbert est le fils de Nicolas Fitzherbert et son épouse Alice. En 1442, Nicolas Fitzherbert et son fils et héritier, Ralph, ont donné toutes leurs terres à Osmaston et d'autres terres à Foston et à l'Église de Broughton en échange de Norbury. Les Fitzherbert l'ont possédé jusqu'en 1872. Norbury avait été loué par des ancêtres des Fitzherbert depuis 1125 sur un loyer annuel de 100 shillings.

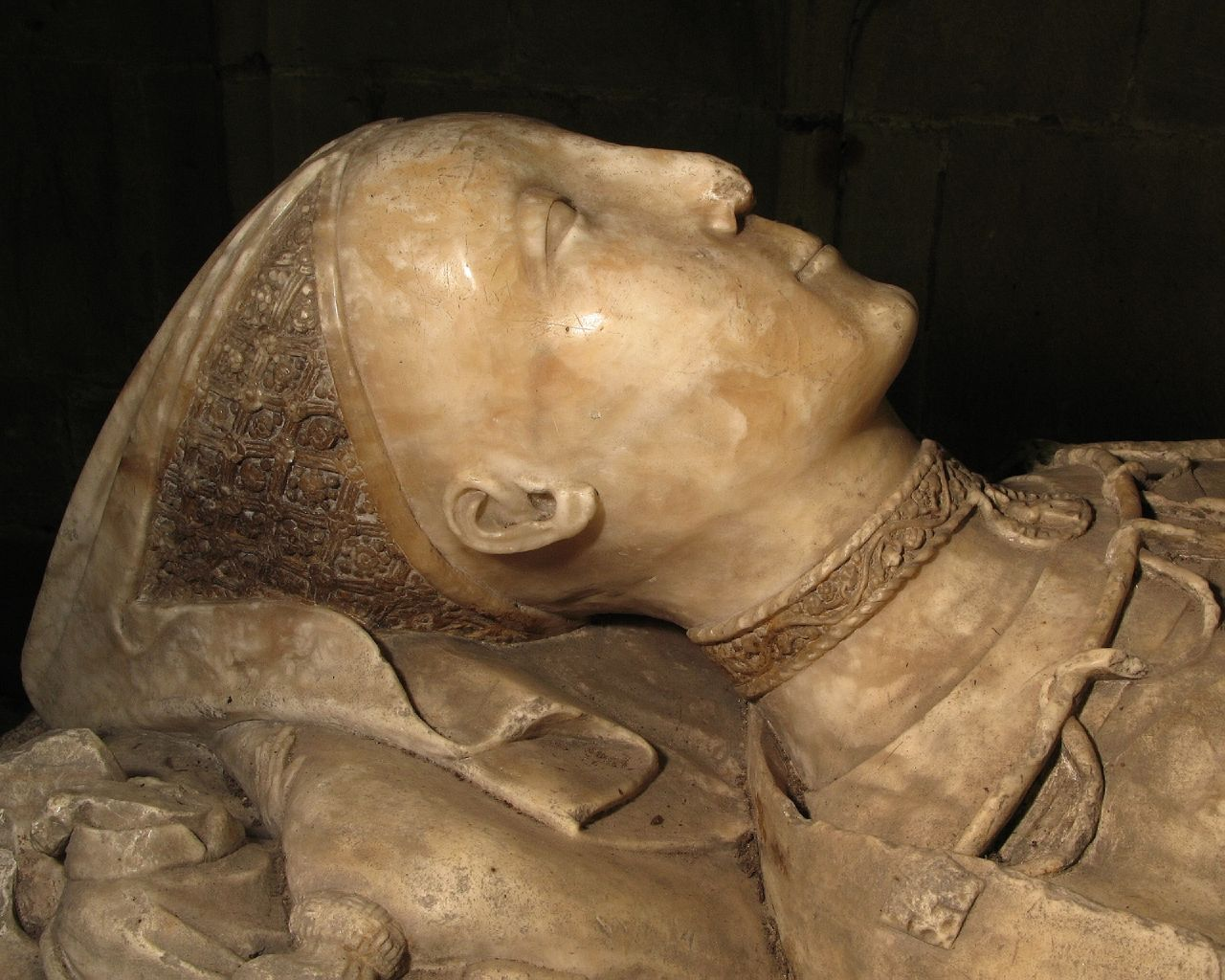
Elisabeth est morte le 14 octobre 1490.

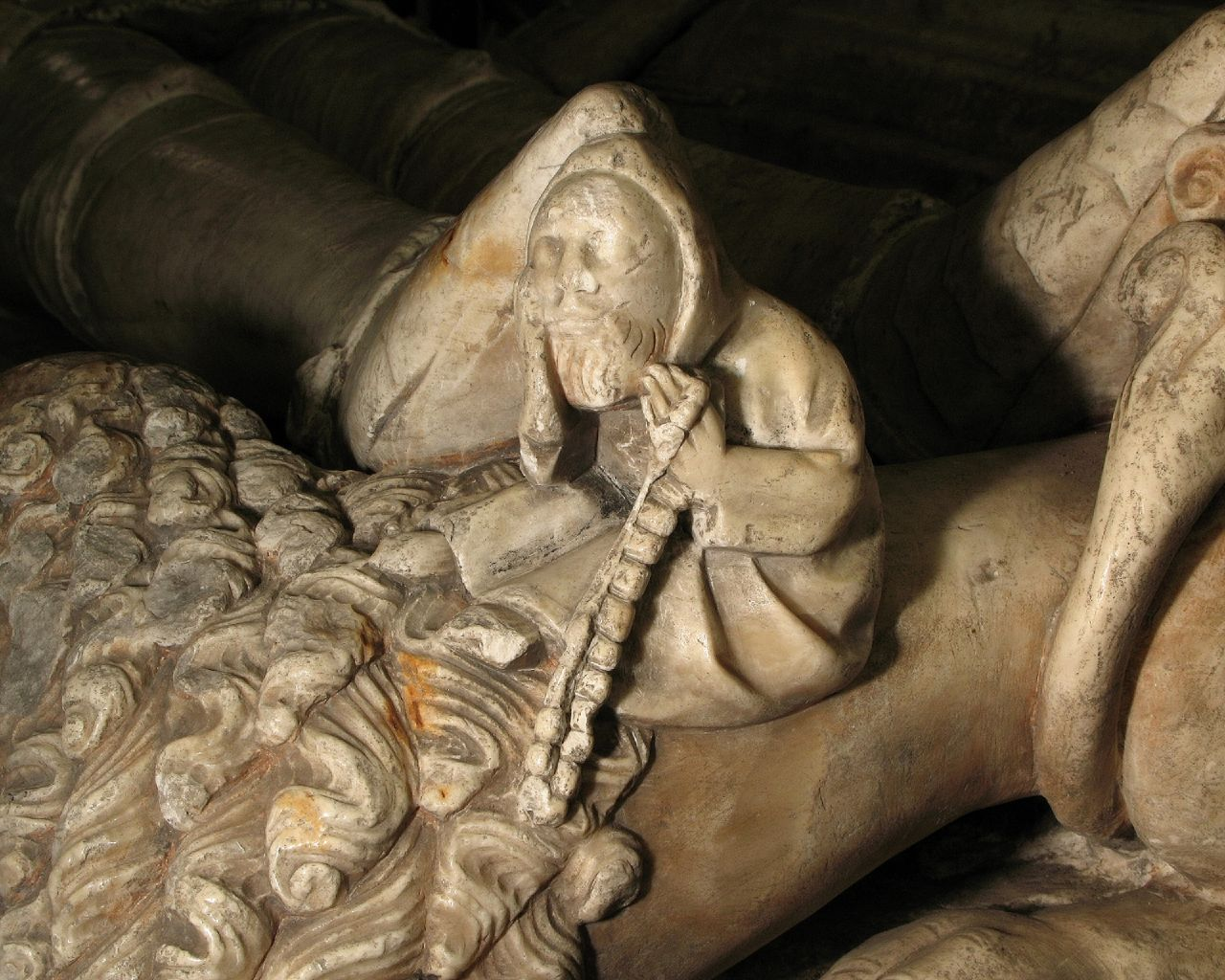
Le bedesman ("prieur")

Fitzherbert épousa Elizabeth Marshall qui était une héritière de Upton dans le Leicestershire. Elizabeth eut de nombreux enfants: Marguerite, Dorothy (qui a épousé Thomas Comberford), John (mort en 1531), Henry (mort avant 1532), Thomas (mort en 1532), Richard, William et Anthony. Tant de ses fils sont morts jeunes, que ce fut son sixième fils, Anthony, qui lui succéda finalement en tant que Seigneur du manoir de Norbury. Les sept fils sont représentés sculptés sur le côté du mémorial de Ralph. Ils ne sont pas représentés dans l'ordre de leur naissance. Le premier est Richard, qui est devenu un chevalier de Rhodes, puis Thomas, qui était recteur de Norbury de 1500 à 1518 et grand chantre de la Cathédrale de Lichfield. Le troisième personnage est probablement John, qui était l'héritier et dont on pense qu'il a commandé les monuments pour ses parents et son grand-père en albâtres de Nottingham. Le quatrième à être représenté est Henry, avec un sac à main, qui était mercier (marchand de tissus et de vêtements) à Londres. Les trois derniers sont censés inclure William, prébendier de la Cathédrale d'Hereford et de la Cathédrale de Lincoln et Chancelier de Lichfield ainsi que recteur de Wrington , dans le Somerset, et Anthony, qui a été le plus remarquable. Anthony et William étaient des enfants lorsque le testament de leur mère, daté du 14 octobre 1490, a été lu. Selon les termes de cette volonté, John était tenu de payer cinq livres par an, afin de couvrir  les études d'Anthony. Cet investissement lui a valu d'être un éminent juge anglais de premier plan,.

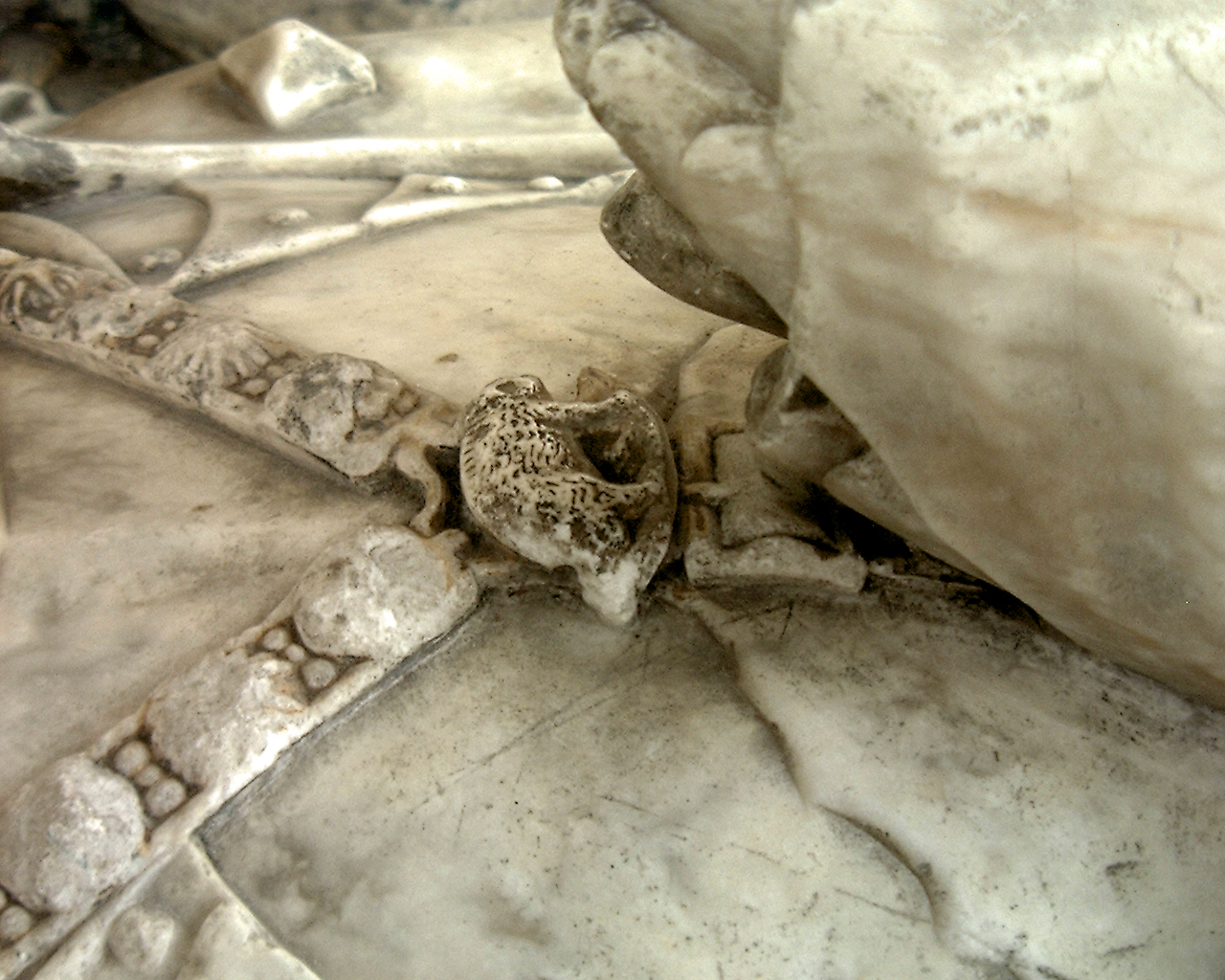
L'insigne de livrée au Sanglier Blanc

Les deux testaments de Ralph et Elizabeth sont toujours disponibles, et sa volonté était qu'elle "devrait être enterré dans l'église de Saint Barloke devant l'image de Saint-Nicolas, près du corps de son mari, Ralph Fitzherbert."

## Mémorial
Le mémorial de Fitzherbert dans l'église de Norbury  est bien considéré, et a du être réalisé en même temps que le mémorial assorti de Nicolas Fitzherbert en albâtre de Chellaston. Les pieds de Ralph reposent sur un lion ; à côté et sous la chaussure de Ralph se tapit la petite figure d'un bedesman. Le bedesman barbu récite son chapelet pour les âmes des défunts. Ralph porte le collier de livrée de la Maison d'York à l'alternance de soleils et de roses, avec l'insigne de livrée au Sanglier blanc de Richard III en pendentif. Depuis la destruction par le feu, en 1998, de l'effigie en bois de Ralph Neville (mort en 1484) à Brancepeth dans le Comté de Durham, c'est le seul exemple survivant de la représentation d'un sanglier en pendentif, bien qu'un certain nombre d'exemplaires véritables aient été mis au jour (Voir le Cygne de Dunstable). Fitzherbert est mort deux ans avant que Richard III ait perdu sa couronne et la vie dans la proche Bataille de Bosworth.
L'armure dépeinte sur l'effigie de Ralph Fitzherbert a été reproduite formant un costume de plaques entièrement fonctionnel,.
Les sculptures elles-mêmes ont été copiées au XIXe siècle en moulages de plâtre qui appartiennent à la collection du Victoria and Albert Museum à Londres.

## Le catholicisme
Le bedesman du mémorial illustre les croyances de Fitzherbert  et qui furent poursuivies dans sa famille par le biais de ses descendants à Padley dans le Derbyshire (voir son arrière-petit-fils Nicolas Fitzherbert).